# Kamal Haasan
Kamal Haasan (Ramanathapuram, 7 novembre 1954) è un attore, sceneggiatore, regista, produttore cinematografico e cantante indiano.
Ha debuttato da giovanissimo nel 1960 e ha recitato da allora in oltre 220 film. Il suo primo film da regista è del 1997 (Chachi 420).

## Premi e riconoscimenti
Lista parziale.
- Padma Shri (1990)
- Padma Bhushan (2014)
- Prix Henri-Langlois French Award (2016)
- Ordine delle arti e delle lettere (cavaliere) (2016)
- CNN-IBN Indian of the Year (2010)
- FICCI Living Legend (2009)
- Asianet Film Awards
  - 2009: "Special Jury Award"
  - 2012: "Popular Tamil Actor"
  - 2013: "Popular Tamil Actor"
- Cinema Express Awards
  - 1982: "Best Actor"
  - 1987: "Best Actor"
  - 1989: "Best Film (Producer)"
  - 1990: "Best Actor"
  - 1992: "Best Film (Producer)"
  - 1995: "Best Film (Producer)"
  - 1996: "Best Actor"
- Filmfare Awards
  - 1985: "Best Actor"
  - 1997: "Best Story"
- National Film Awards
  - 1982: "Best Actor"
  - 1987: "Best Actor"
  - 1992: "Best Regional Film – Tamil (producer)"
  - 1996: "Best Actor"
- Star Screen Awards
  - 1997: "Best Story Writer"
- Zee Cine Awards
  - 1997: "Best Actor in a Comic Role"
  - 2020: "Pride of Indian Cinema"